# Levantinska sjön

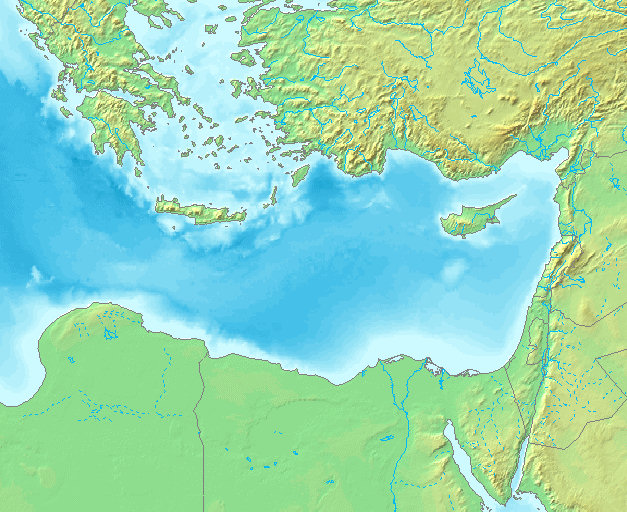
Levantinska sjön.

Levantinska sjön är namnet på den östligaste delen av Medelhavet.

## Geografi
Levantinska sjön gränsas av Turkiet i norr, Syrien, Libanon, Israel och Gazaremsan i öster, Egypten och Libyen i söder och Egeiska havet i nordväst. Den västra gränsen till det öppna Medelhavet (där även kallat Libyska havet) definieras som en linje från udden Ra's al-Hilal i Libyen till ön Gavdos, söder om Kreta. Den största ön i Levantinska sjön är Cypern. Det största djupet på 4384 meter finns i Plinius Trench, cirka 80 km söder om Kreta. Levantinska sjön sträcker sig över en yta på 320 000 km.
Den norra delen av Levantinska sjön mellan Cypern och Turkiet kallas Cilician Sea. Även i norr finns de stora vikarna İskenderunviken (nordost) och Antalyaviken (nordväst).
Levantinska gasfältet ligger i detta område under Levantinska bassängen.

## Ekologi
Suezkanalen stod färdig 1869 och förbinder Levantinska sjön med Röda havet. Röda havet ligger högre än det östra Medelhavet, så kanalen fungerar som ett tidvattenssund som strömmar Röda havet ut i Medelhavet.
Bittersjöarna, som är naturliga saltsjöar som en del av kanalen, blockerade migration av arter från Röda havet till Medelhavet under många decennier, men eftersom salthalten i sjöarna gradvis utjämnades mot den i Röda havet, försvann migrationshindret och växter och djur från Röda havet har börjat kolonisera östra Medelhavet. Denna migration av arter är känd som lessepsk migration, efter Ferdinand de Lesseps, kanalens chefsingenjör.
Byggandet av Assuandammen över Nilen på 1960-talet har minskat flödet av sötvatten och slam i Levantinska sjön. Detta gjorde havet relativt saltare och näringsfattigare än tidigare, vilket ledde till en kollaps av det historiskt viktiga sardinfisket och har gett en ytterligare fördel till arter i Röda havet som är anpassade till det saltare och näringsfattigare Röda havet.